# Johann Joseph Fux
Johann Joseph Fux (Hirtenfeld bij Langegg, 1660 – Wenen, 13 februari 1741) was een componist, muziektheoreticus en muziekpedagoog uit het keizerrijk Oostenrijk. Hij is bekend als auteur van Gradus ad Parnassum, een werkstuk over contrapunt en de Palestrina-stijl van de Renaissance-polyfonie. Bijna alle cursussen over renaissance-contrapunt zijn schatplichtig aan dit werk. 

## Leven
Fux was een boerenzoon uit Hirtenfeld. Er is relatief weinig bekend over zijn jeugd, maar waarschijnlijk volgde hij muzieklessen in de buurt van Graz. In 1680 werd hij er toegelaten aan de Jezuïeten-universiteit, waar zijn muzikaal talent verder tot ontwikkeling kwam. Hij werd organist aan de St Moritzkerk tot 1688. Gedurende deze periode reisde hij waarschijnlijk naar Italië, dit blijkt uit de sterke invloeden van Arcangelo Corelli en andere Bolognese componisten op het werk dat hij in deze periode creëerde.
Vanaf 1690 verbleef hij te Wenen waar hij, dankzij enkele missen die hij componeerde, de aandacht trok van keizer Leopold I. Deze was zo onder de indruk dat hij Fux steunde in de verdere ontwikkeling van zijn carrière. In 1698 nam Leopold hem aan als hofcomponist. Fux bleef aan het hof en overleefde Leopold I en zijn twee opvolgers, keizer Jozef I en keizer Karel VI. Hij was erg beroemd als componist in die tijd. 
In 1700 reisde Fux terug naar Italië waar hij studeerde te Rome; waarschijnlijk begon hier zijn fascinatie voor Palestrina.
Hoewel zijn muziek na de barokperiode niet meer aansprak, bleef hij toch erkenning genieten als meester van het contrapunt. Talloze componisten werden beïnvloed door zijn boek Gradus ad Parnassum (1725). Fux' oeuvre werd gecatalogiseerd door Ludwig von Köchel, de man die ook verantwoordelijk was voor de naar hem genoemde Köchelcatalogus van Mozarts werk.
- Bibsys: 90388600
- Biblioteca Nacional de España: XX1277151
- Bibliothèque nationale de France: cb12158328s (data)
- CiNii: DA05610290
- Gemeinsame Normdatei: 118694375
- International Standard Name Identifier: 0000 0001 0903 4459
- Library of Congress Control Number: n79132134
- Nationale Bibliotheek van Letland: 000109715
- MusicBrainz: cfda9e84-49f1-4afb-9e4b-f6f4dda9de41
- Bibliotheek van het Japanse parlement: 00521823
- Nationale Bibliotheek van Tsjechië: jn20020102001
- Nationale bibliotheek van Australië: 35785464
- Nationale Bibliotheek van Israël: 987007276495805171
- Nationale Bibliotheek van Polen: a0000002107528
- Nationale en Universitaire bibliotheek Zagreb: 000047712
- Nederlandse Thesaurus van Auteursnamen: 074137506
- Istituto Centrale per il Catalogo Unico: SBLV076985
- LIBRIS: 211776
- SNAC: w61g1cbc
- Système universitaire de documentation: 031047769
- Trove: 1086792
- Union List of Artist Names: 500061395
- Virtual International Authority File: 56583725
- WorldCat: E39PBJtRKbWJHtyQFtRB7M8pyd